# Фаустіно Реєс
Фаустіно Реєс (ісп. Faustino Reyes, 4 квітня 1975, Марчена, Севілья) — іспанський боксер циганського походження, призер Олімпійських ігор (1992).

## Аматорська кар'єра
Фаустіно Реєс займався боксом з тринадцяти років. 1991 і 1995 року був чемпіоном Іспанії.
Найбільших успіхів досяг 1992 року. На чемпіонаті Європи серед юніорів дійшов до чвертьфіналу. На відбірковому олімпійському турнірі став переможцем. На Олімпійських іграх 1992 у віці 17 років завоював срібну медаль в категорії до 57 кг.
- В 1/16 фіналу переміг Браяна Керра (Шотландія) — 22-10
- В 1/8 фіналу переміг Сомлук Камсінг (Таїланд) — 24-15
- У чвертьфіналі переміг Едді Суареса (Куба) — 17-7
- У півфіналі переміг Рамаза Паліані (Об'єднана команда) — 14-9
- У фіналі програв Андреасу Тевс (Німеччина) — 9-16

Фаустино Реєс став самим молодим олімпійським призером Іспанії.
На чемпіонаті світу 1995 в категорії до 63,5 кг програв в другому бою Октай Уркалу (Німеччина).
На чемпіонаті Європи 1996 програв в другому бою Сергію Биковському (Білорусь).
На чемпіонаті світу 1997 програв в першому бою.